# Ogasawara Nagatsune
Ogasawara Nagatsune est un nom japonais traditionnel ; le nom de famille (ou le nom d'école), Ogasawara, précède donc le prénom (ou le nom d'artiste).
Ogasawara Nagatsune (小笠原 長経, 17 mai 1179 - 5 novembre 1247) dans la province de Shinano est le fils ainé d'Ogasawara Nagakiyo et l'héritier légitime de l'art ogasawara-ryū de l'archerie et du tir à l'arc à cheval.
Sa femme est une fille de Takeda Tomonobu. Parmi ses enfants on compte Ogasawara Nagafusa, Akazawa Kiyotsune, Tamura Nagazane, Ueno Morinaga et Akazato Nagamura entre autres.

## Source de la traduction
- (en) Cet article est partiellement ou en totalité issu de l’article de Wikipédia en anglais intitulé « Ogasawara Nagatsune » (voir la liste des auteurs).